# 2022 у театрі

## Події

### Театральні починання
- 12 січня — Створено театр з виробництва цифрових вистав та театрального контенту для перегляду онлайн «Мануфактура»[1]
- 22 січня — Одеський обласний театр ляльок провів першу зустріч безкоштовної «Школи театральних критиків», до якої доєдналися 45 учасників (керівник проєкту — Елістін Михайлов)[2]
- 17 лютого — презентація в Україні першого онлайн-театру Dramox — чеської стрімінгової платформи з відеоверсіями вистав від українських та світових театрів[3][4][5][6]
- наприкінці березня з'явився новий театр, започаткований за часів вторгнення — Театр-студія переселенців «УЖіК» (м. Ужгород). Свою першу прем'єру — виставу «Король Лір» — зіграли за півтора місяці після відбору акторів, 26 травня[7]
- 12 квітня — Уряд завершив процедуру передачі Франківський драмтеатр імені Івана Франка до сфери управління Міністерства культури та інформаційної політики[8]
- 7 травня — До святкування 360 років міста Івано-Франківськ, «Суспільне» підбило рейтинг найулюбленіших вуличок, місць відпочинку та жителів, якими пишаються містяни. Найпопулярнішим місцем для проведення культурного дозвілля було оголошено Франківський драмтеатр, за який віддали свої голоси 56% респондентів[9]
- 24 грудня — Депутати Харківської обласної ради ухвалили рішення про перейменування Харківського академічного театру імені О. С. Пушкіна. Відтепер заклад має назву «Харківський академічний драматичний театр»[10][11]

### Театр, ЗМІ та блогосфера
- 9 січня — В серії матеріалів про поточний стан у різних секторах українського культурного поля видання «Лівий берег» опублікувало інтерв'ю із програмною директоркою фестивалю Parade Fest, продюсеркою незалежних театральних проєктів, членкинею наглядової ради Фонду культури і креативу міста Харкова Веронікою Скляровою (Харків) та директором-художнім керівником Івано-Франківського національного академічного драматичного театру ім. Івана Франка Ростиславом Держипільським (Івано-Франківськ)[12]
- 17 січня — Оголошено ім'я головної редакторки журналу для професійної театральної спільноти «Український театр» — нею стала театрознавиця, кандидатка мистецтвознавства Ірина Чужинова[13][14]
- 23 січня — Подкаст «Репетиція інтерв'ю» (аудіоформатом «Театру у контексті») запустив Український малий драматичний театр. Формат розмов директора — художнього керівника театру Дмитра Весельського із людьми театру. Гостем першого подкасту став Юрій Радіонов[15]. Наступний випуск вийшов 21 травня із Давидом Петросяном[16]
- 27 — 29 січня — Відеоподкаст «Триматися свого берега. Три роки. Трунова&Жирков» на тему 3-річчя приходу нової керівної команди Київського академічного театру драми і комедії на лівому березі Дніпра. В проєкті взяли участь: Тамара Трунова, Стас Жирков, Ірина Ткаченко, Андрій Ісаєнко, Дмитро Соловйов, Дмитро Олійник, Тетяна Губрій, Маттео Спіацці, Олексій Лісовець, Павло Ар'є, Ксенія Ромашенко, Марина Смілянець, Дмитро Весельський, Ірина Чужинова, Любов Базів, Сергій Винниченко, Світлана Балашова, Наталія Білоусова, Володимир Романенко, Світлана Золотько, Ірина Мак, Олеся Жураківська, Сергій Петько, Лаура Вілцане, Анна Атвіновська, Катерина Савицька. Модераторка відеоподкастів — Яна Безсмертна[17][18][19]
- 1 лютого — Проєкт «Gwara Media» опублікував матеріал-дослідження, де навів шість прикладів роботи в українському культурному середовищі[20]

### Театральні виставки
- 9 червня — 6 липня — Фотовиставка «ELEMENTS» (Ілля Бел), присвячена акторам на війні (галерея Kyivphotos-Hall, м. Київ)[21][22][23][24][25].
- 28 жовтня — 13 листопада — «Трієнале сценографії ім. Данила Лідера» (афіші, ескізи, костюми, макети, фотографії з вистав). Куратор — Олег Татаринов — виставковий зал Центрального будинку художника, м. Київ[26]
- 5 листопада — Персональна виставка «Сцена» головної художниці Національної опери України Марії Левитської (ескізи до оформлення театральних вистав) — галерея Portal 11[27]
- 15 — 30 листопада — Форум сценографії «UAScenography 2022» — Інститут проблем сучасного мистецтва Національної академії мистецтв України, м. Київ[28]

### Театральні ювілеї
- Дні народження театрів відмітили:
  - 28 січня — 50 років Херсонському театру ляльок[29]
  - 18 лютого — 35 років Харківському народному дитячому театру «Шибеники»[30]
  - 13 березня — 11 років Київському класичному художньому альтернативному театру[31]
  - 25 березня — 75 років Одеському академічному театру музичної комедії ім. М. Водяного[32][33]
  - 31 березня — 100 років українському театру-студії «Березіль», заснованого Лесем Курбасом[34]. До дати Державна архівна служба України оприлюднила 63 документи із 11 державних архівів[35].
  - 27 квітня — 45 років Криворізькому міському театру ляльок (святкування перенесено на повоєнний час)
  - 2 травня — 105 років Харківському національному університету мистецтв ім. Івана Котляревського[36]
- Ювілеї вистав відмітили:
  - 1 лютого — 5 років виставі «Саша, винеси сміття» Наталії Ворожбит (реж. Тамара Трунова, Київський національний академічний Молодий театр) — прем'єра відбулася 11 лютого 2017 року
  - 9 лютого — 10 років виставі «Афінські вечори» Петра Гладиліна[ru] (реж. Ігор Славинський, Київський національний академічний Молодий театр) — прем'єра відбулася 9 лютого 2012 року
  - 17 лютого — 50-й показ вистави «Трамвай „Бажання“» за п'єсою Теннессі Вільямса (реж. Іван Уривський, Національний академічний драматичний театр імені Івана Франка) — прем'єра відбулася 3 листопада 2020 року
  - березень — 200-й показ вистави «Довершений Чарлі» Лева Хохлова за твором Денієла Кіза (реж. Лев Сомов, Київська академічна майстерня театрального мистецтва «Сузір'я») — прем'єра відбулася 4 грудня 2009 року
  - 1 липня — 100-й показ вистави «О восьмій вечора на Ковчезі» Ульриха Губа (реж. Юрій Мисак, Перший театр, м. Львів) — прем'єра відбулася 30 березня 2013 року
  - 29 вересня — 100-й показ вистави «Незрівнянна» Пітера Квілтер (реж. Анатолій Хостікоєв, Національний академічний драматичний театр імені Івана Франка) — прем'єра відбулася 24 червня 2016 року[37]
  - 17 грудня — 150-й показ вистави «Весілля Фігаро» П'єра Бомарше (реж. Юрій Одинокий, Національний академічний драматичний театр імені Івана Франка) — прем'єра відбулася 25 грудня 2004 року[38]
- Ювілеї відмітили люди театру:
  - 12 лютого — 75 років директору — художньому керівнику  Одеського театру ляльок Йосипу Мерковичу[39]

### Меморіальні події
- 15 січня — 400 років з дня народження Мольєра
- 22 січня — відкриття відновленої меморіальної дошки Юрію Шевельову на харківському будинку, у якому мешкав українсько-американський славіст-мовознавець, історик української літератури, літературний і театральний критик, активний учасник наукового та культурного життя української еміґрації, професор Гарвардського, Колумбійського університетів[40].
- 1 лютого — річниця пам'яті Сергія Проскурні:
  - До дати ютуб-канал KokoBrize Production запутив проєкт «365 без PRO». З 17 січня по 1 лютого виходять ролики спогадів про режисера, продюсера від людей, які знали та працювали із Сергієм Проскурнею: Ольга Стельмашевська, Сергій Бобров, Людмила Фіть, Юрій Андрухович, Тетяна Черевань, Андрій Май, Тетяна Крижанівська, Євген Кияєв, Антоніна Романова, Євген Нищук, Павло Гончаров, Ольга Квятковська.
  - Монодраму «Елеонора» за п’єсою Ґіґо Де Кьяра у постановці Сергія Проскурні 1 лютого грає у Черкасах Тетяна Крижанівська[41]
- травень — до десятої річниці смерті Богдана Ступки у Львові заплановано увічнення пам'яті актора у назві вулиці[42][43].
- 30 серпня — презентація повнометражного документального фільму «Лариса Кадочнікова. Війна» (продюсер — Олена Дем’яненко, реж. Дмитро Томашпольський, виробництво Кінокомпанії Гагарін Медіа, 2022 р.)
- 23 вересня — 150-річчя Соломії Крушельницької[37]:
  - Запущено сайт, присвячений видатній співачці, на якому викладені записи Крушельницької, цікаві факти її життя, фотографії, оперний репертуар, деталі концертної діяльності, рецензії, інформація про міста та театри, в яких виступала оперна діва[44][45]
  - Гранд-концерт «Соломія. BRAVA!» Львівської національної опери, названий на її честь. За участі кращих українські співаків та співачок сучасності, які представляють українське оперне мистецтво на світових сценах. Виконані арії та ансамблі із репертуару Соломії Крушельницької, які вона виконувала у найвідоміших театрах світу — від Львова і Одеси до Варшави, Парижа, Мілана, Неаполю, Каїра, Барселони, Лісабону, Буенос-Айреса та ін. Солісти Львівської національної опери — Любов Качала, Людмила Корсун, Дарина Литовченко, Софія Соловій (сопрано), Тетяна Вахновська (мецо-сопрано), Олег Лановий, Віталій Роздайгора (тенори), Роман Страхов (баритон), Тарас Бережанський, Володимир Шинкаренко (баси); та запрошені оперні співаки та співачки зі всієї України — Катерина Миколайко (Дніпро), Алла Мішакова (Харків) (сопрано), Олег Злакоман (тенор, Одеса), Сергій Ковнір (бас, Київ) та Олександр Шульц (тенор, Німеччина). Хор та оркестр Львівської національної опери. Хормейстер — Вадим Яценко, диригент — Альберто Веронезі, музичний директор Міжнародного фестивалю Джакомо Пуччіні (Італія), режисер — Василь Вовкун[46]

### Театральні гастролі
- Чернігівський обласний академічний український музично-драматичний театр імені Тараса Шевченка: «Ніч перед Різдвом» (12 січня — Харків, 16 січня — Київ, 19 січня — Вінниця, 24 січня — Житомир), «Небезпечні зв’язки» (13 січня — Харків, 14 січня — Полтава).
- Івано-Франківський національний академічний обласний музично-драматичний театр імені Івана Франка (17 січня — «Коляда та й плєс… ізпрежди віка»[47][48]).

### Театральні скандали
- 3 січня стало відомо про затримання 17 грудня 2021 року українського режисера Євгена Лавренчука в італійському аеропорту Неаполь у зв’язку із запитом Росії на екстрадицію (нібито вісім років тому, працюючи в РФ, він скоїв фінансове правопорушення). Ініціативною групою була створена петиція на підтримку митця. Із словами підтримки виступила Національна спілка театральних діячів України, Андрій Садовий[49], Ірина Подоляк, Олег Сенцов, Юрій Макаров та багато інших[50][51]. В італійському ізоляторі Лавренчука відвідав український консул, за його сприяння затриманому надали адвоката[52][53]. Вже 4 січня з'явилася інформація від уповноваженої Верховної Ради з прав людини Людмили Денісової, яка заявила про затримання не на підставі встановлення «червоної карти», як це зазвичай робиться у практиці співпраці з Інтерполом, а шляхом пред'явлення циркулярного повідомлення, поширення якого обмежене певними країнами[54]. Станом на 8 січня справа Лавренчука не є заполітизованою[55]. Коаліція дієвців культури ініціювали лист на підтримку Євгена Лавренчука, який зібрав близько 300 підписів митців, громадських діячів, менеджерів культури[56]. Переведений під домашній арешт Євген Лавренчук вперше вийшов у публічний онлайн-простір, де подякував за підтримку[57]. Адвокати Лавренчука під час судового засідання у Неаполі 27 січня, клопотали про скасування домашнього арешту та надання Лавренчуку дозвіл на повернення до України, що було відхилено з причин розпочатого процесу перевірки доводів РФ щодо екстрадиції, що унеможливлює припинити розгляду на цій стадії. Суд дав 30 днів, протягом яких прокуратура Неаполя має вивчити матеріали Росії та оприлюднити свою позицію[58]. В ефірі радіо «Культура» режисер розповів про суть запиту, в якому йдеться про засудження на 10 років ув’язнення Таганським районним судом Москви за звинуваченнями у шахрайстві, різних фінансових махінаціях (вказана сума — 4 млн рублів (приблизно 45 тис. євро), що документально так і не підтверджено[59]. Крапку поставив Італійський суд Неаполя, який 17 березня 2022 року ухвалив рішення звільнити українського режисера Євгена Лавренчука, визнавши звинувачення проти нього зі сторони РФ сфабрикованими, а мотиви переслідування — політичними[60][61].
- 22 січня — президент України Володимир Зеленський ввів у дію санкції РНБО проти австрійського архітектурного бюро Coop Himmelb(l)au, що спроєктувало театр опери та балету в анексованому Росією Севастополі (розпорядження про створення Театру опери та балету та Академії хореографії 2019 року підписав тодішній прем'єр-міністр Росії Дмитро Медведєв)[62][63].
- лютий — тривають претензії навколо Київського театру «Дивний замок»[64]
- лютий — тривають роботи зі змін до культурного законодавства. 17 лютого 2022 року відбулася пресконференція на тему «„Приватні“ театри за державні кошти або корупція у мистецтві по-українськи» за участі: Олег Петрик, народний артист України, професор, кандидат мистецтвознавства, заступник голови західного відділення Національної спілки театральних діячів України; Василь Надюк, розробник та доповідач змін до законодавства; Роман Ковальчук, заслужений артист України, соліст Львівського національного академічного театру опери та балету імені Соломії Крушельницької; Ігор Муравйов, скрипаль Львівського національного академічного театру опери та балету імені Соломії Крушельницької, диригент; Андрій Сніцарчук, заслужений артист України, актор Національного драматичного театру імені Марії Заньковецької[65].

## Театр і війна
- У перший день вторгнення директор-художній керівник Київського національного академічного Молодого театру Андрій Білоус видав наказ про зняття з репертуару 13 вистав та зупинив роботу над двома виставами російських авторів, які були на випуску. Серед авторів: Олександр Грибоєдов, Андрій Платонов, Антон Чехов, Іван Бунін, Олександр Купрін[66]

## Фестивалі, театральні школи, форуми
- 16 січня — Театральний експертний рейтинг «Київський рахунок» (в опитуванні взяли участь 9 експертів: Юлія Бентя, Сергій Васильєв, Ганна Веселовська, Віталій Жежера, Марина Котеленець, Вікторія Котенок, Людмила Олтаржевська, Алла Підлужна, Ірина Чужинова). До десятки кращих потрапили:[67][68]

1. «Пер Гюнт», реж. Іван Уривський, Національний театр ім. І. Франка;
2. «Безталанна», реж. Іван Уривський, Національний театр ім. І. Франка;
3. «Батько», реж. Стас Жирков, Київський театр драми і комедії на лівому березі Дніпра;
4. «Дім», реж. Тамара Трунова, Київський театр драми і комедії на лівому березі Дніпра;
5. «Море — океан», реж. Ігор Рубашкін[ru], Київський академічний театр на Печерську;
6. «S&S: Стрип-тиз і Серенада», реж. Михайло Яремчук, Київський театр маріонеток;
7. «Кассандра», реж. Давид Петросян, Національний театр ім. І. Франка;
8. «Ерендіра не хоче вмирати», реж. Максим Голенко, Київський театр драми і комедії на лівому березі Дніпра;
9. «Співай, Лоло, співай!», реж. Дмитро Богомазов, Національний театр ім. І. Франка;
10. «Білка, яка прожила 100 років», реж. Стас Жирков, Київський театр «Золоті ворота».

- 17 — 26 січня — Театральний фестиваль «Крізь терні — до зірок» (Майстерня Льва Сомова, м. Київ)
- 5 — 7 лютого — IV фестиваль Драматургії Любові і Бобра «Бобр: життя — не мед» (м. Київ)
- 7 лютого — Театральний експертний рейтинг «Харківський рахунок» (в опитуванні взяли участь 8 експертів: Сергій Васильєв, Олена Либо, Ольга Дорофєєва, Маргарита Корнющенко, Інга Долганова, Юрій Хомайко, Алла Пріхожаєва, Ірина Бесчетнова). До п'ятірки  кращих потрапили:

1. «Вишиваний. Король України»,  Харківський національний академічний театр опери та балету ім. М.В. Лисенка, 23 бали;
2. «Історія роду, який згубили марні надії, бойові півні та безпутні жінки», Харківський державний академічний театр ляльок ім. В.А. Афанасьєва, 22 бали
3. «Лісова пісня», Харківський державний академічний російський драматичний театр ім. О.С. Пушкіна, 20 балів
4. «Хлібне перемир’я», Харківський державний академічний український драматичний театр ім. Т.Г. Шевченка, 16 балів
5. «Спартак», Харківський національний академічний театр опери та балету ім. М.В. Лисенка, 14 балів

- 22 — 27 березня — І Міжнародний фестиваль класичного мистецтва «DNIPRO OPERA FEST» (Дніпропетровський академічний театр опери та балету, м. Дніпро)
- 24 — 27 березня — XXII Всеукраїнський театральний фестиваль «Театральна сесія» (м. Дніпро)
- 25 — 27 березня — I Відкриий фестиваль незалежних та молодіжних театрів «Franco-Fest» (Мистецьке об’єднання «FRANCO-театр», м. Коломия)
- 29 — 30 квітня — Театральний фестиваль «Коловорот» (Дитячі клуби ЛМТГ за підтримки Управління молодіжної політики ДР ЛМТГ, м. Львів)
- 29 — 31 травня — Театральний фестиваль «Київ-травневий. Відродження» (онлайн)[69].
- 10 — 19 червня — XXIV Міжнародний театральний фестиваль «Мельпомена Таврії» (м. Херсон) (гасло фестивалю — «Діалог та розвиток»)[70].
- 22 — 30 червня — XV Фестиваль театрів «Молоко» (м. Одеса, Миколаїв, Херсон, Кропивницький)[71]
- 27 — 30 червня — XXVII Всеукраїнський фестиваль театрального мистецтва «Від Гіпаніса до Борисфена» — фестиваль аматорських театральних колективів та студій (м. Очаків) (дистанційний)[72]. Підсумки[73]
- 13 — 21 серпня — V Міжнародний англомовний театральний фестиваль «Pro.Act Fest 2020» (Unbreakable) (ProEnglish Theatre, м. Київ)
- 22 — 25 вересня — LII Театральний фестиваль «Вересневі самоцвіти» (м. Кропивницький)[74][75]
- 1 — 4 жовтня — Відкритий дистанційний фестиваль театрів для дітей «Інтерлялька — 2022» (Закарпатський обласний театр ляльок «Бавка», м. Ужгород) (дистанційний)[76][77]
- 6 — 9 жовтня — VIII Театральний фестиваль «Комора» (м. Кам’янець-Подільський)[78][79][80]
- ??? — II Фестиваль пам’яті Едуарда Митницького «Простір Майстра» (Київський академічний театр драми і комедії на лівому березі Дніпра)[81]
- ??? — VIII Міжнародного фестивалю комедійного мистецтва «ГаШоТю́» (Продюсерський центр «Амплуа»)
- грудень — Незалежна стипендія ім. Антонена Арто[82]

## Нагороди
- Всеукраїнська літературно-мистецька премія імені Братів Богдана та Левка Лепких — Володимир Якубовський, головний художник Тернопільського театру актора і ляльки[83][84]
- Премія імені Лесі Українки (номінація «Театральні вистави для дітей та юнацтва») — фентезі-мюзикл «Легенда про Дракона» (реж. Ірина Корольова, сценарист Сергій Новачук, Херсонський обласний академічний музично-драматичний театр імені Миколи Куліша)[85]
- Премія імені Леся Курбаса — Тамара Трунова за постановку п'єси «Дім» Н. МакКартні, прем'єра якої відбулась у 2021 році на сцені Київського академічного театру драми і комедії на лівому березі Дніпра[86][87]
- Національна премія України імені Тараса Шевченка (театральне мистецтво) — вистава «Погані дороги» Київського академічного театру драми і комедії на лівому березі Дніпра) — Тамара Трунова (режисер-постановник, співавтор музичного рішення), Наталія Ворожбит (автор п'єси), Андрій Ісаєнко (виконавець ролі Стаса), Валерія Ходос (виконавиця ролі Юлі)[88]
  - Серед номінантів були представлені вистави: «Пер Гюнт» за п'єсою Генріка Ібсена Національного академічного драматичного театру ім. І.Франка — Іван Уривський (режисер-постановник), Петро Богомазов (художник-постановник), Остап Ступка та Олександр Форманчук (актори); «Шинель» за однойменною п'єсою М. Гоголя Київського національного академічного Молодого театру — Андрій Білоус (режисер, автор інсценізації (лібрето), перекладач), Ніна Колеснікова (хореограф-постановник), Усеін Бекіров (композитор), Борис Орлов (художник-постановник, виконавець головної ролі) та постановка «Children of the Night. Androgyne» («Діти ночі: Андрогін») — Катерина Кухар, Олександра Стоянова (авторки)[89][90].
- Премія Women in Arts (категорія «Жінки в театрі») в межах руху солідарності за ґендерну рівність #HeForShe в Україні —
- Премія імені братів Євгена та Юрія Августина Шерегіїв у галузі театрального мистецтва за 2022 рік
- Мистецька премія «Київ» (у галузі театрального мистецтва — мистецька премія «Київ» імені Амвросія Бучми) —
- листопад —  International Opera Awards  (м. Мадрид, Іспанія)
  - Одеський національний академічний театр опери та балету та Львівський національний академічний театр опери та балету імені Соломії Крушельницької здобули нагороду «Найкращий оперний театр»[91]
- листопад — V Всеукраїнський театральний фестиваль-премія «GRA» (м. Київ)
  - Склад експертної ради: Юлія Бентя (м. Київ) — музикознавиця, архівістка, музична і театральна критикиня, кандидатка мистецтвознавства, наукова працівниця відділу театрознавства Інституту проблем сучасного мистецтва НАМУ, редакторка часопису «Критика»; Анна Білик (м. Херсон) — кандидатка мистецтвознавства, доцентка, викладачка кафедри дизайну Херсонського технічного університету; Ганна Веселовська (м. Київ) — театрознавиця, докторка мистецтвознавства, професорка, керівниця напряму експертно-аналітичної діяльності НСТДУ; Роман Лаврентій (м. Львів) — театрознавець, кандидат мистецтвознавства, асистент кафедри театрознавства та акторської майстерності факультету культури і мистецтв ЛНУ імені Івана Франка, куратор щорічної науково-практичної студентської театрознавчої конференції; Людмила Олтаржевська (м. Київ) — театрознавиця, головна редакторка журналу «Театрально-концертний Київ»; Віктор Рубан (м. Київ) — перформер, танцівник, хореограф-дослідник, куратор і засновник Ruban Production ITP Ltd; Ольга Стельмашевська (м. Київ) — голова Експертної ради — PR-фахівчиня, мистецтвознавиця, театральна і музична критикиня, театрознавиця, журналістка, директорка PR-агенції «Дель Арте»; Валентина Тужина (м. Львів) — театрознавиця, сценаристка (редакторка), менеджерка театральних та культурно-мистецьких проєктів; Юлій Швець (м. Київ) — театрознавець, журналіст, спеціаліст навчально-культурологічної лабораторії у Національному Університеті «Києво-Могилянська академія», журналіст у друкованому виданні «Кіно-Театр»; Юлія Щукіна (м. Харків) — театрознавиця, театральна критикиня, старша викладачка кафедри театрознавства ХНУМ ім. І.П. Котляревського[92].
  - Прийом заявок до 15 березня[93]

## Звання
Розділ містить перелік лауреатів, які мають пряме відношення до театру.

### Народний артист України
- Бродська Ірина Володимирівна — репетитор з балету Національного академічного театру опери та балету України ім. Тараса Шевченка (м. Київ)[94]
- Шеремер Олег Олександрович — провідний майстер сцени, артист Полтавського академічного обласного українського музично-драматичного театру імені М.В.Гоголя[94]

### Заслужений артист України
- Благий Володимир Григорович — актор Луганського обласного академічного українського музично-драматичного театру[94]
- Гавриш Роман Іванович — артист державного підприємства «Національний академічний український драматичний театр імені Марії Заньковецької», м.Львів[94]
- Зінєвич Віра Василівна — артистка драми державного підприємства «Національний академічний драматичний театр імені Івана Франка» (м. Київ)[95]
- Омельченко Олександр Сергійович — артист балету, провідний майстер сцени Львівського національного академічного театру опери та балету ім. Соломії Крушельницької[94]
- Тищук Євген Віталійович — головний режисер Мукачівського драматичного театру[94]
- Ткачук Наталія Юріївна — солістка-вокалістка Одеського академічного театру музичної драми ім. М.Водяного[94]
- Федоренко Ольга Сергіївна — артистка-вокалістка театрально-видовищного закладу культури «Київський національний академічний театр оперети»[94]

### Заслужений діяч мистецтв України
- Кирильчук Андрій Володимирович — артист Івано-Франківського національного академічного драматичного театру ім. Івана Франка[94]
- Михайлова Світлана Миколаївна — директор — художній керівнику комунального підприємства "Криворізький міський театр ляльок"[94]

### Ордени
орден князя Ярослава Мудрого III ступеня
- Чуприна Петро Якович — генеральний директор — художній керівник державного підприємства "Національний академічний театр опери та балету України імені Т.Г.Шевченка", м.Київ[94]

Орден «За заслуги» ІІ ступеня
Орден «За заслуги» III ступеня
Орден княгині Ольги III ступеня

### Почесні громадяни Києва
- Малахов Віталій Юхимович — театральний режисер, засновник та художній керівник Київського академічного драматичного театру на Подолі у 1987 — 2021 роках, Народний артист України — за значний особистий внесок у справу збагачення національної культурної та духовної спадщини, піднесення міжнародного авторитету Києва (посмертно)[96];
- Чуприна Петро Якович — генеральний директор Національного академічного театру опери та балету України імені Тараса Шевченка, театральний діяч, визнаний фахівець в галузі сучасного оперно-балетного мистецтва України, Народний артист України — за значний особистий внесок у справу збагачення національної культурної та духовної спадщини міста Києва[96].

## Конкурси на заміщення керівних посад
| Дата         | Переможець                   | Посада                                             | Театр / Заклад                                                                             | Конкуренти | Коментар, Посилання |
| ------------ | ---------------------------- | -------------------------------------------------- | ------------------------------------------------------------------------------------------ | --- | --- |
| 5 січня      | Весельський Дмитро Вадимович | Директор-художній керівник                         | Український малий драматичний театр                                                        | Претендент один | Оголошення Повідомлення Відеозапис |
| 14 січня     |                              | Головний режисер                                   | Сумський національний академічний театр драми та музичної комедії імені М. С. Щепкіна      | | |
| 18 січня     | Лобанова Інга Вячеславівна   | Керівник                                           | Харківський державний академічний російський драматичний театр імені О. С. Пушкіна         | Москаленко Сергій Сергійович Карчевська Алла Олександрівна Олешко Світлана Юріївна Мисенко Наталя Григорівна Гапанович Андрій Федорович Свиридов Олег Олександрович Пономаренко Вікторія Володимирівна | Під час першого засідання (10 січня), з 8-ми осіб, що подали документи до наступного етапу допустили лише трьох: Сергія Москаленка, Інгу Лобанову, Наталю Мисенко Переможець |
| 26 січня     | Паскалов Руслан Лукіч        | Директор-художній керівник                         | Черкаський академічний обласний український музично-драматичний театр імені Т. Г. Шевченка | Бурлаков Роман Миколайович Давиденко Олександр Григорович Єфімов Володимир Володимирович Ластівка Петро Петрович Мамалига Наталія Миколаївна                                                           | Перша реакція по оголошенню результатів була вкрай негативною. Міська спільнота назвала «ганьбою» обраня Руслана Паскалова. Наступного дня відбулися збори колективу, де одсновними причинами невдоволення називалися відстороненість від театру та не володіння державною мовою. В своєму огляді Олександр Арабач припускає, що роль Паскалова може бути у «„правильному освоєнні коштів на ремонт“, або на те, щоб частині приміщень театру підшукати нових ефективних власників». В очікуванні засідання облради, суспільне обговорення ситуації триває в міських медіа. Тимчасовим виконуючим обов'язки директора — художнього керівника театру призначено на заступника Євгенія Сіліна (дружина якого, Світлана Сіліна, є головним бухгалетром театру). Депутатське звернення щодо незаконного конкурсу голові Черкаської обласної ради та до Міністерства культури та інформаційної політики надіслали народні депутати Любов Шпак та Сергій Рудик. |
| 26 січня     | Величко Любов Григорівна     | Директор-художній керівник                         | Черкаський академічний театр ляльок                                                        | Донець Олександр Вікторович | |
| 8 лютого     | Терещенко Вікторія Петрівна  | Директор                                           | Миколаївський академічний обласний театр ляльок                                            | Претендент один | |
| 22 лютого    | Вовкун Василь Володимирович  | Генеральний директор-художній керівник             | Львівський національний академічний театр опери та балету імені Соломії Крушельницької     | Ковальчук Роман Ярославович Муравйов Ігор Юрійович Петрик Олег Олегович | Оголошення. Відеозапис (Перша частина першого засідання, друге засідання). Інтерв'ю напередодні Напередодні конкурсу розгорнулася кампанія проти діючого керівника Василя Вовкуна, зокрема заяви колективу балету у побитті працівниці. Під «побиттям» розуміється ситуація із майстринєю театру з костюмерного цеху (Жанна Малецька), яка на власній сторінці у мережі фейсбук зазначає: «Я, як особа, про яку йде мова у численних публікаціях стосовно побиття, не буду давати коментарів, адже обставини, наведені у публікаціях, не відповідають дійсності. Вважаю, що на моїй особі роблять спроби спекулювати на тлі виборів директора Львівської опери. Я підтримую на цю посаду кандидатуру В. В. ВОВКУНА. Сильні особистості іноді стикаються і мають на одну подію різні думки. Але, маючи розум і бажання творити, можна дійти і спільної думки!!!». ЗМІ за підсумками                                                                        |
| лютий        |                              | Директор-художній керівник                         | Київський академічний театр «Актор»                                                        | | Оголошення |
| лютий        |                              | Генеральний директор-художній керівник             | Ніжинський академічний український драматичний театр імені М. Коцюбинського                | | |
|              |                              | Директор-художній керівник                         | Коломийський академічний обласний український драматичний театр імені Івана Озаркевича     | | Оголошення |
| 6 травня     | Колосович Людмила Леонідівна | В.о. директора-художнього керівника                | Донецький академічний обласний драматичний театр                                           | | За розпорядженням начальника Донецької обласної військової адміністрації Павло Кириленко. Театр відновив роботу на базі Закарпатського музично-драматичного театру ім. братів Юрія-Августина та Євгена Шерегіїв в Ужгороді |
| 7 липня      | Дорофеєв Сергій Вікторович   | В.о. директора-художнього керівника                | Сумський національний академічний театр драми та музичної комедії імені М. С. Щепкіна      | | Повідомлення |
| 7 липня      | Юдін Микола Михайлович       | В.о. директора-художнього керівника                | Сумський театр для дітей та юнацтва                                                        | | Повідомлення |
| 28 липня     | Анжияк Сергій Михайлович     | Директор                                           | Департамент культури КМДА                                                                  | | ЗМІ |
| 31 серпня    |                              | Головний режисер                                   | Чернівецький академічний обласний театр ляльок                                             | | Оголошення |
| вересень     | Скулинець Сергій Вікторович  | В.о. директора-художнього керівника                | Волинський обласний академічний музично-драматичний театр імені Тараса Шевченка            | | ЗМІ |
| 8 листопада  | Бенюк Богдан Михайлович      | Директор-художній керівник (тимчасово)             | Київський академічний драматичний театр на Подолі                                          | | Наказ Департаменту культури КМДА від 4 листопада 2022 року 8 місяців на посаді рік на посаді |
| 23 листопада | Бутняк Іван Іванович         | В.о. директор-художній керівник                    | Чернівецький музично-драматичний театр імені Ольги Кобилянської                            | | ЗМІ |
|              | Розстальна Маріанна          | Директорка-художня керівниця (тимчасово)           | Київський академічний театр «Золоті ворота»                                                | | |
| 2 грудня     | Вандрашек В'ячеслав Павлович | Директор-художній керівник                         | Кропивницький академічний український музично-драматичний театр імені М. Л. Кропивницького | | ЗМІ |
| 30 грудня    | Кашліков Кирило Григорович   | Генеральний директор-художній керівник (тимчасово) | Національний академічний драматичний театр імені Лесі Українки                             | | |

Завершення каденції
- 21 березня — Барінова Яна Дмитрівна звільнена з посади директорки Департаменту культури КМДА (наказ від 18 березня 2022)[143][144][145]
- вересень — Глива Анатолій Миколайович, директор-художній керівник Волинського обласного академічного музично-драматичного театру ім. Тараса Шевченка[146]
- жовтень — Ромашенко Оксана Геннадіївна, директор-художній керівник Київського академічного театру «Золоті ворота»[147]
- жовтень — Жирков Станіслав Ігорович, директор-художній керівник Київського академічного театру драми і комедії на лівому березі Дніпра[147]
- листопад — Марчак Юрій Михайлович, директор-художній керівник Чернівецького музично-драматичного театру ім. Ольги Кобилянської звільнено на підставі заяви про припинення трудового контракту за згодою сторін[148]
- 30 грудня — Резнікович Михайло Ієрухімович, генеральний директор-художній керівник Національного академічного театру російської драми ім. Лесі Українки

## Діячі театру

### Померли

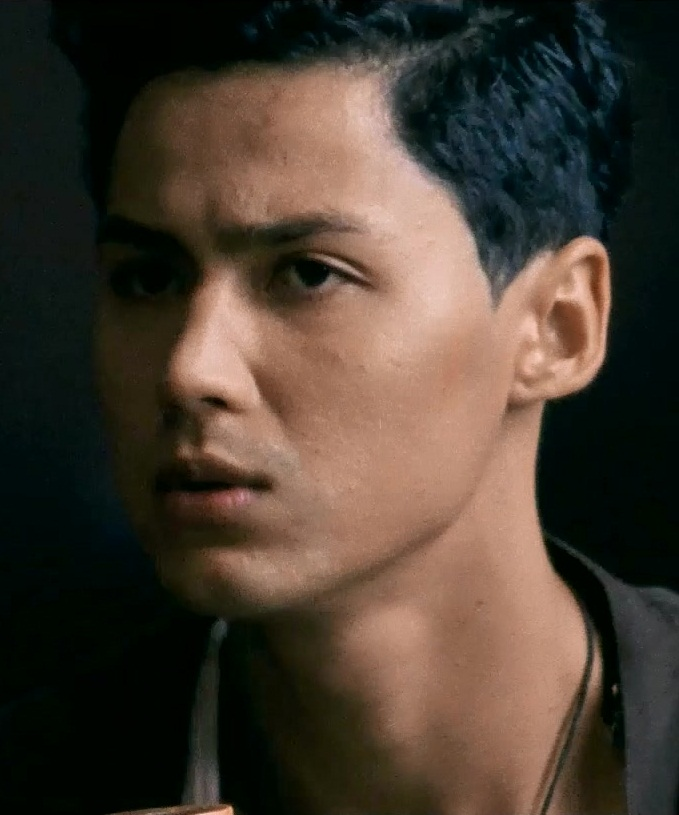
Павло Лі (33)
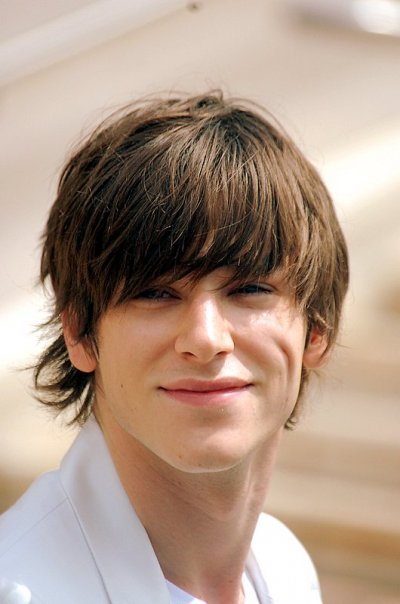
Гаспар Ульєль (37)
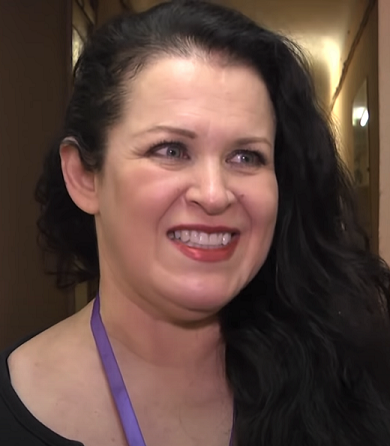
Руслана Писанка (56)
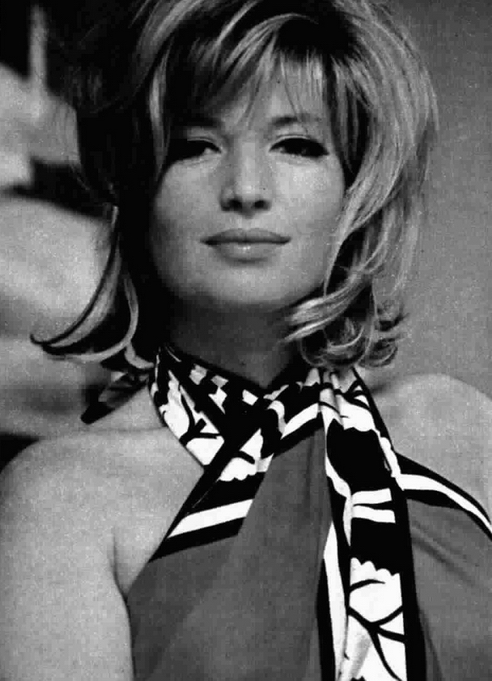
Моніка Вітті (90)
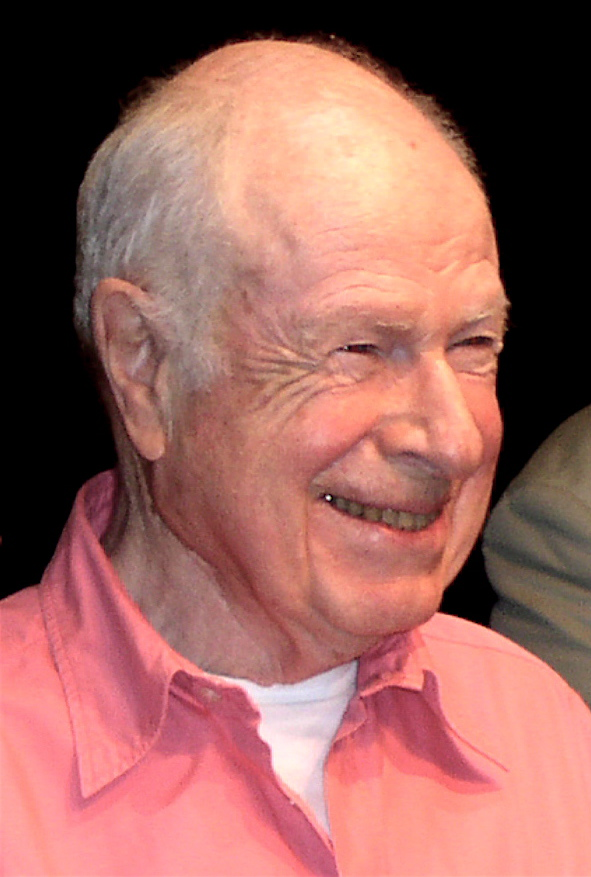
Пітер Брук (97)

Січень
- 2 січня —
  -  Віра Погорелова (???) — головний адміністратор Одеського академічного театру музичної комедії імені М. Водяного
  -  Анатолій Романюк (73) — провідний актор Волинського обласного музично-драматичного театру, народний артист України[149]
- 5 січня —
  -  Ніка Кацарідзе (43) — грузинський актор театру і кіно, актор Грузинського державного академічного театру ім. Шота Руставелі
  -  Володимир Чебаненко (???) — соліст Одеського академічного театру музичної комедії імені М. Водяного (1972 — 2005)
- 10 січня —
  -  Леонід Краст (???) — актор Київського академічного театру драми і комедії на лівому березі Дніпра[150]
- 13 січня —
  -  Євген Федорченко (75) — український актор, актор Національного академічного українського драматичного театру ім. Марії Заньковецької, Народний артист України (2006)[151]
- 14 січня —
  -  Анастасія Вознесенська (78) — радянська і російська актриса театру та кіно. Народна артистка РФ (1997).
- 19 січня —
  -  Гаспар Ульєль (37) — французький актор театру та кіно, модель[152].
- 20 січня —
  -  Олена Чермяніна (46) — помічниця режисера Мукачівського драматичного театру (з 2000-го — завідуюча літературної частини, з 2017 року — помічниця режисера[153].
- 25 січня —
  -  Сталіна Лагошняк (82) —  українська акторка театру і кіно, режисер, акторка Миколаївського академічного художнього російського драматичного театру. Заслужена артистка України (1996)[154][155].
- 30 січня —
  -  Леонід Куравльов (85) — радянський і російський кіноактор. Народний артист РРФСР (1977), актор Театру-студії кіноактора (1960–1992)[156].

Лютий
- 2 лютого —
  -  Моніка Вітті (90) — італійська акторка театру і кіно[157]
- 3 лютого —
  -  Борис Триус (???) — український актор театру і кіно, актор Першого театру (м. Львів)[158][159]
- 9 лютого —
  -  Мироні Швелідзе[ka] (75) — грузинський художник-постановник, головний художник Тбіліського академічного театру драми імені Шота Руставелі (постійний співавтор Роберта Стуруа), лауреат Державної премії Грузії, лауреат премії ім. Шота Руставелі[ka][160]
- 10 лютого —
  -  Євгенія Хірівська (40) — російська актриса театру та кіно[161].
- 15 лютого —
  -  Лідія Бєлозьорова (76) — українська акторка театру і кіно, народна артистка України (1993)[162].
- 18 лютого —
  -  Борис Невзоров (72) — радянський і російський актор театру та кіно, режисер та педагог, Народний артист Росії (2011)[163].
  -  Пилипко (Мягкий) Володимир Іванович (80) — український актор, актор Харківського театру ім. Олександра Пушкіна[164]
- 20 лютого —
  -  Стюарт Беван (73) — британський актор кіно, телебачення, театру[165].
- 25 лютого —
  -  Герман Виноградов[ru] (64) — російський художник-акціоніст, поет та музикант, сценограф, режисер, актор[166].
- 26 лютого —
  -  Артем Дацишин (43) — український артист балету, танцівник Національної опери України, лауреат міжнародних конкурсів Сергія Лифаря (1996) та Рудольфа Нурієва (1998)[167][168].
- 27 лютого —
  -  Ганна Сумська (88) — українська актриса, заслужена артистка УРСР (1975)[169].

Березень
- 4 березня —
  -  Едуард Римашевський (88) — директор Одеського академічного театру музичної комедії ім. М. Водяного (1988—2001), Заслужений працівник культури України[170]
- 6 березня —
  -  Ніна Веселовська (89) — радянська та російська акторка театру і кіно, Заслужена артистка Росії (1984)[171]
  -  Павло Лі (33) — український актор театру і кіно, дубляжу, співак і композитор[172]
- 16 березня —
  -  Софія Павліська (???) — заслужена працівниця культури України, асистентка режисера Івано-Франківського національного академічного обласного музично-драматичного театру ім. Івана Франка[173]
  -  Євген Ситий[ru] (52) — російський актор та режисер театру і кіно[174]
- 17 березня —
  -  Любов Тимошевська (63) — українська актриса театру і кіно, викладач сценічної мови у КМАЕЦМ
  -  Оксана Швець (67) — українська акторка, актриса Київського національного академічного Молодого театру[175][176]
- 18 березня —
  -  Ігор Гордєєв (63) — актор Миколаївського академічного українського театру драми та музичної комедії (2008 — 2010), актор та керівник музичної частини Миколаївського академічного художнього драматичного театру (2010 — 2014)[177]
  -  Євген Колганов (91) — заслужений діяч мистецтв України, директор Полтавського театру ім. Миколи Гоголя (1963 — 1975), Молодого театру, театру «Дружба», відповідальний секретар НСТДУ та голова Київського міжобласного відділення НСТДУ[178]
- 23 березня —
  -  Юрій Померанцев (99) — радянський і казахстанський актор театру та кіно, режисер, громадський діяч, депутат Верховної Ради Казахської РСР. Народний артист Казахської РСР (1961)
  -  Юрій Шевченко (68) — український композитор, автор симфонічних, камерних творів, музики до радіовистав, кінострічок і мультфільмів, балетів, опер. Дев’ятиразовий лауреат театральної премії «Київська пектораль», Заслужений діяч мистецтв України (1997)[179].
- 24 березня —
  -  Йоанна Віховська (52) — польська драматургиня, театральна кураторка, театральна критикиня[180]
- 29 березня —
  -  Марія Демочко (26) — українська актриса театру і кіно, акторка Київського академічного театру юного глядача на Липках[181]

Квітень
- 3 квітня —
  -  Генріх Майоров (85) — радянський український і російський артист балету та балетмейстер[182].
- 6 квітня —
  -  Анатолій Навроцький (82) — український музикант, хормейстер, педагог, заслужений артист України (2000). Головний хормейстер театру імені Івана Франка (1985—2020).
- 7 квітня —
  -  Світлана Отченашенко (76) — українська актриса театру і кіно, акторка Донецького академічного обласного драматичного театру (м. Маріуполь). Народна артистка України[183][184].
- 10 квітня —
  -  В'ячеслав Малінін (75) — радянський український і російський актор театру і кіно, актор Омського драматичного театру[185].
- 12 квітня —
  -  Лариса Хоролець (73) — радянська та українська актриса театру і кіно, драматург, політик. Народна артистка УРСР, перший Міністр культури України[186].
- 13 квітня —
  -  Мішель Буке (96) — французький актор театру і кіно[187].
- 17 квітня —
  -  Маргарита Анастасьєва (97) — радянська та російська актриса театру та кіно, письменниця[188]
- 21 квітня —
  -  Володимир Денщиков (69) — український актор та художник. Народний артист України (2002), Заслужений діяч мистецтв Республіки Крим, почесний академік Кримської академії наук, професор[189]

Травень
- 27 травня —
  -  Кароліна Білак (43) — провідна акторка Закарпатського академічного обласного українського музично-драматичного театру ім. братів Юрія-Августина та Євгена Шерегіїв
- 28 травня —
  -  Ірина Руденко (63) — директорка Маріупольського театру ляльок[190][191]

Червень
- 2 червня —
  -  Володимир Маляр (81) — український актор, Народний артист УРСР (1979), актор Харківського академічного українського драматичного театру ім. Тараса Шевченка
- 12 червня —
  -  Дмитро Перінський (???) — машиніст сцени Київського національного академічного театру оперети (загинув під час виконання бойового завдання поблизу н.п. Новолуганське Донецької області)[192].
- 19 червня —
  -  Валерій Пацунов (83) — український театральний режисер, сценограф, педагог, заслужений діяч мистецтв України (1992), професор (2002)[193]
- 20 червня —
  -  Регімантас Адомайтіс (85) — радянський і литовський актор театру і кіно. Народний артист СРСР (1985).
- 30 червня —
  -  Анатолій Калабухін (92) — український диригент, педагог. Народний артист України, професор[194].

Липень
- 2 липня —
  -  Пітер Брук (97) — англійський режисер театру та кіно[195]
  -  Лариса Леонова (81) — радянська та російська актриса театру та кіно, заслужена артистка РРФСР, акторка Санкт-Петербурзького академічного театру ім. Ленради[196]

- 11 липня —
  -  Юрій Мажуга (91) — український актор театру і кіно. Народний артист УРСР (1971), народний артист СРСР (1981), професор, дійсний член Національної академії мистецтв України (2002)[197].

- 16 липня —
  -  Ганс-Тіс Леман (77) — німецький театрознавець, історик і теоретик сучасного театрального мистецтва, автор книги «Постдраматичний театр» (1999)

- 19 липня —
  -  Руслана Писанка (56) — українська акторка театру і кіно, телеведуча[198][199]

- 21 липня —
  -  Микола Лебедєв (100) — радянський і російський актор театру і кіно. Народний артист Російської Федерації (2018)

- 28 липня —
  -  Бернард Кріббінс (93) — британський актор кіно, телебачення, театру та озвучування

Вересень
- 1 вересня —
  -  Микола Пупченко (76) — хореограф, педагог, відмінник освіти України, заслужений працівник культури України, колишнього балетмейстера Чернівецького музично-драматичного театру ім. Ольги Кобилянської

- 2 вересня —
  -  Діана Чала (94) — українська акторка, заслужена артистка України, акторка Київського ТЮГу (1955 — 1989)

- 5 вересня —
  -  Мар'ян Талаба (45) — українська актор, соліст Національного академічного театру опери та балету України ім. Тараса Шевченка

- 6 вересня —
  -  Богдан Братко (80) — українська актор, заслужений артист України, лауреат обласних літературно-мистецьких премій імені Сидора Воробкевича та Сіді Таль, провідний майстер сцени Чернівецького музично-драматичного театру ім. Ольги Кобилянської[200]

- 12 вересня —
  -  Олександр Шаповал (47) — заслужений артист України (2013), соліст балету Національного академічного театру опери та балету України ім. Тараса Шевченка, педагог Київського державного фахового хореографічного коледжа[201]

- 13 вересня —
  -  Наталія Бабанська (74) — українська театрознавиця, провідна наукова співробітниця Музею театрального, музичного та кіномистецтва України

- 14 вересня —
  -  Нінель Биченко (95) — викладачка кафедри театрального мистецтва КНУКіМ та КНУТКіТ ім. І. К. Карпенко-Карого. Художня керівниця Театру «Гайдамаки XXI ст.». Заслужений діяч мистецтв України (2003),  лавреатка театральної премії «Київська пектораль» (2017) за внесок у розвиток театрального мистецтва

- 15 вересня —
  -  Надія Куделя (85) — українська співачка, колоратурне сопрано, заслужена артистка України, солістка Київської опери (1960-1980-ті роки)[202]

- 20 вересня —
  -  Сергій Пускепаліс (56) — радянський і російський актор театру і кіно, режисер та політик, Заслужений артист Росії (1999), художній керівник Ярославський театру драми ім. Ф. Волкова (2019—2022)[203].

- 21 вересня —
  -  Лідія Альфонсі (94) — італійська акторка[204].

- 24 вересня —
  -  Валерій Маташов (???) — заступник директора Харківського театру для дітей та юнацтва[205]

- 30 вересня —
  -  Олег Вергеліс (55) — український журналіст, театральний і кінокритик, мистецький оглядач, письменник, публіцист, Заслужений журналіст України[206]

Жовтень
- 11 жовтня —
  -  Анджела Ленсбері (96) — британсько-американська акторка театру, кіно та телебачення[207]

- 13 жовтня —
  - (дата повідомлення)  Юрій Керпатенко (46) — український диригент, оркестровщик, баяніст. Головний диригент Херсонського музично-драматичного театру ім. Миколи Куліша[208]

- 18 жовтня —
  -  Надія Швець (63) — українська художниця, заслужений художник України, головний художник Харківського академічного театру опери та балету ім. М. Лисенка[209]

Листопад
- 2 листопада —
  -  Валерій Микитенко (63) — український актор та режисер, Заслужений артист України (2006)[210][211]

- 15 листопада —
  -  Вадим Хлуп'янець (26) — український артист балету Київського національного академічного театру оперети[212][213]

### Підсумки сезону
- Одеський ТЮГ (Оксана Бурлай-Пітерова)[214]

### Підсумки року
- На пуантах: 5 нових зірок українського балету [Архівовано 8 січня 2022 у Wayback Machine.] (нове покоління зірок українського балету від Vogue Ukraine, січень 2022)
- Заньковецька картоплю копала [Архівовано 1 лютого 2022 у Wayback Machine.] (Олексій Паляничка: роздуми щодо мистецького поступу в театрі ім. Марії Заньковецької за останні три роки, після зміни керівництва театру (7.06.18 — дата зміщення Федора Стригуна з посади художнього керівника й обрання Андрія Мацяка на посаду директора — художнього керівника театру), 27 січень 2022)
- «Ми жили бідно, а потім нас обікрали…» 10 факторів українського театрального «завтра» культурний фронт (Олег Вергеліс для «Главкома» — суб'єктивний погляд на театральне майбутнє, 25 липня 2022)
- Так яке ж воно, завтрашнє суспільство? (Сергій Винниченко («Театральна риболовля») для Gazeta.ua, 18 грудня 2022)
- 200 прем'єр за час війни. Підсумки театрального року в умовах воєнного стану підбиває театрознавиця (Ольга Стельмашевська у програмі «Час інтерв'ю» на Українському радіо, 23 грудня 2022)
- Тривога. Бомбосховище. Аншлаг. Театральні підсумки року (Сергій Винниченко («Театральна риболовля») в інтерв'ю Любов Базів для «Укрінформ», 18 грудня 2022)
- Важливі прем'єри 2022: як українські театри творили дива під обстрілами (Ганна Щокань та Ірина Голіздра для «Української правди», 27 грудня 2022)
- Відмова від слова «російський» у назвах і прем'єри в підвалах — як жив український театр у 2022 році (Ірина Чужинова для «Суспільне Культура», 30 грудня 2022)
- Український театр за кордоном: вистави і проєкти, які створюють враження про Україну (Ганна Щокань та Ірина Голіздра для «Української правди», 2 січня 2023)